# Doppelastrograf

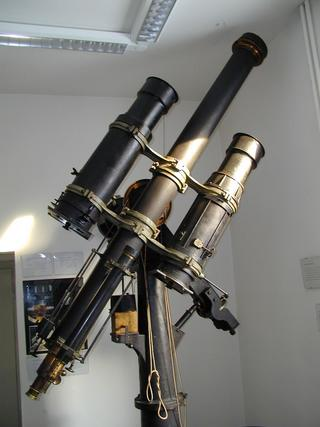
6"-Doppelastrograf von Max Wolf, um 1890

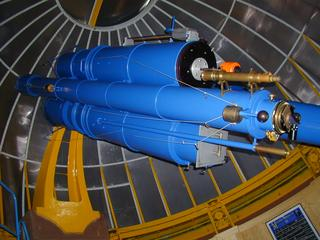
Großer Doppelastrograf (Bruce-Teleskop) der Landessternwarte Heidelberg-Königstuhl

Der Doppelastrograf ist ein spezielles, lichtstarkes Doppelteleskop für die wissenschaftliche Astrofotografie, das Ende des 19. Jahrhunderts entwickelt wurde. Auf einer gemeinsamen äquatorialen Montierung sind ein langbrennweitiges Leitfernrohr und zwei kürzerbrennweitige Fototeleskope (Astrografen) montiert.
Die doppelte Ausführung der Fototeleskope kann einerseits die lang zu belichtenden Himmelsaufnahmen beschleunigen, andererseits die gleichzeitige Aufnahme in verschiedenen Farbbereichen gestatten.
Einen der ersten Doppelastrografen entwickelte Max Wolf um 1890 für seine Heidelberger Privatsternwarte. Dank bahnbrechender Entdeckungen von galaktischen Staubnebeln gelang es Wolf einige Jahre später, als Sponsorin eines dreimal größeren Instruments für die Landessternwarte Heidelberg-Königstuhl die amerikanische Philanthropin Catherine Wolfe Bruce (1816–1900) zu gewinnen. Die beiden Kameras haben 40 cm Öffnung und 2 Meter Brennweite. Ein ähnliches Instrument finanzierte Bruce dem Yerkes-Observatorium in den USA.
Doppelastrografen waren bis in die 1970er-Jahre weit verbreitet, haben aber heute durch die kürzeren Belichtungszeiten von CCD-Sensoren und die Weltraumteleskope an Bedeutung eingebüßt. Bekannte Herstellerfirmen in Europa waren u. a. Zeiss und Askania.